# Sternidius subfascianus
Sternidius subfascianus är en skalbaggsart som först beskrevs av White 1855.  Sternidius subfascianus ingår i släktet Sternidius och familjen långhorningar.
Artens utbredningsområde är Venezuela. Inga underarter finns listade i Catalogue of Life.